# Henri Amiot
Pour les articles homonymes, voir Amiot.
Henri Urbain Amiot est un viticulteur et un homme politique français né le 2 août 1871 et décédé le 7 juin 1929 à Vineuil, dans le Loir-et-Cher.

## Biographie
Investi dans le développement économique de la région de Blois, il est élu conseiller général de Loir-et-Cher en 1918 et devient ensuite membre de l'Office départemental agricole. Militant du Parti radical-socialiste, il se présente aux élections législatives de 1928 et est élu député.
Membre des commissions du commerce et de la boisson, son mandat est de courte durée : il meurt un an et deux mois après son élection.

## Sources
- « Henri Amiot », dans le Dictionnaire des parlementaires français (1889-1940), sous la direction de Jean Jolly, PUF, 1960 [détail de l’édition]